# Greg Mulholland
Pour les articles homonymes, voir Mulholland.
Gregory Thomas Mulholland né le 31 août 1970, est un homme politique britannique membre des Démocrates libéraux, et membre du Parlement pour Leeds Nord Ouest.